# Humffrey River
Humffrey River är ett vattendrag i Australien. Det ligger i delstaten Victoria, omkring 180 kilometer öster om delstatshuvudstaden Melbourne.
I omgivningarna runt Humffrey River växer i huvudsak städsegrön lövskog. Trakten runt Humffrey River är nära nog obefolkad, med mindre än två invånare per kvadratkilometer. Genomsnittlig årsnederbörd är 1 506 millimeter. Den regnigaste månaden är juni, med i genomsnitt 191 mm nederbörd, och den torraste är januari, med 66 mm nederbörd.